# Rico (Colorado)
Pour les articles homonymes, voir Rico.
Rico est une municipalité américaine située dans le comté de Dolores dans le Colorado. Selon le recensement de 2010, Rico compte 265 habitants.

## Géographie
Située dans les montagnes du sud-ouest du Colorado, Rico se trouve dans la vallée de la Dolores.
La municipalité s'étend sur 0,76 milles carrés (1,97 km2). Elle est comprise dans la forêt nationale de San Juan.

## Histoire
Rico est fondée dans les années 1870 dans le comté d'Ouray,. Son nom signifie « riche » en espagnol. Elle devient une municipalité le 11 octobre 1879.
En raison de son éloignement du siège du comté (Ouray), la ville obtient en 1881 la création d'un comté indépendant, le comté de Dolores, dont elle devient le siège. Rico se développe particulièrement après la découverte de mines d'argent dans la région par Dave Swickhimer à la fin du XIXe siècle et l'arrivée du chemin de fer en 1891. Elle compte jusqu'à 4 ou 5 000 habitants,. Elle est cependant durement touchée par la panique de 1893 et se vide de ses habitants.
Dans les années 1940, le siège du comté est transféré à Dove Creek.

## Patrimoine
La petite ville compte trois monuments inscrits au registre national des lieux historiques, datant de l'âge d'or de Rico (1891-1893). La maison de William Kauffman, construite en 1891-1892, est le seul bâtiment résidentiel en brique de la ville. Le bâtiment Dey est édifié en 1892 pour accueillir un saloon au rez-de-chaussée et des bureaux à l'étage. Il s'agit du dernier vestige d'architecture néo-romane de Rico. Enfin, l'actuel hôtel de ville est un bâtiment de grès rouge de deux étages construit en 1892-1893 par M. Carpenter ; c'était alors du tribunal du comté.

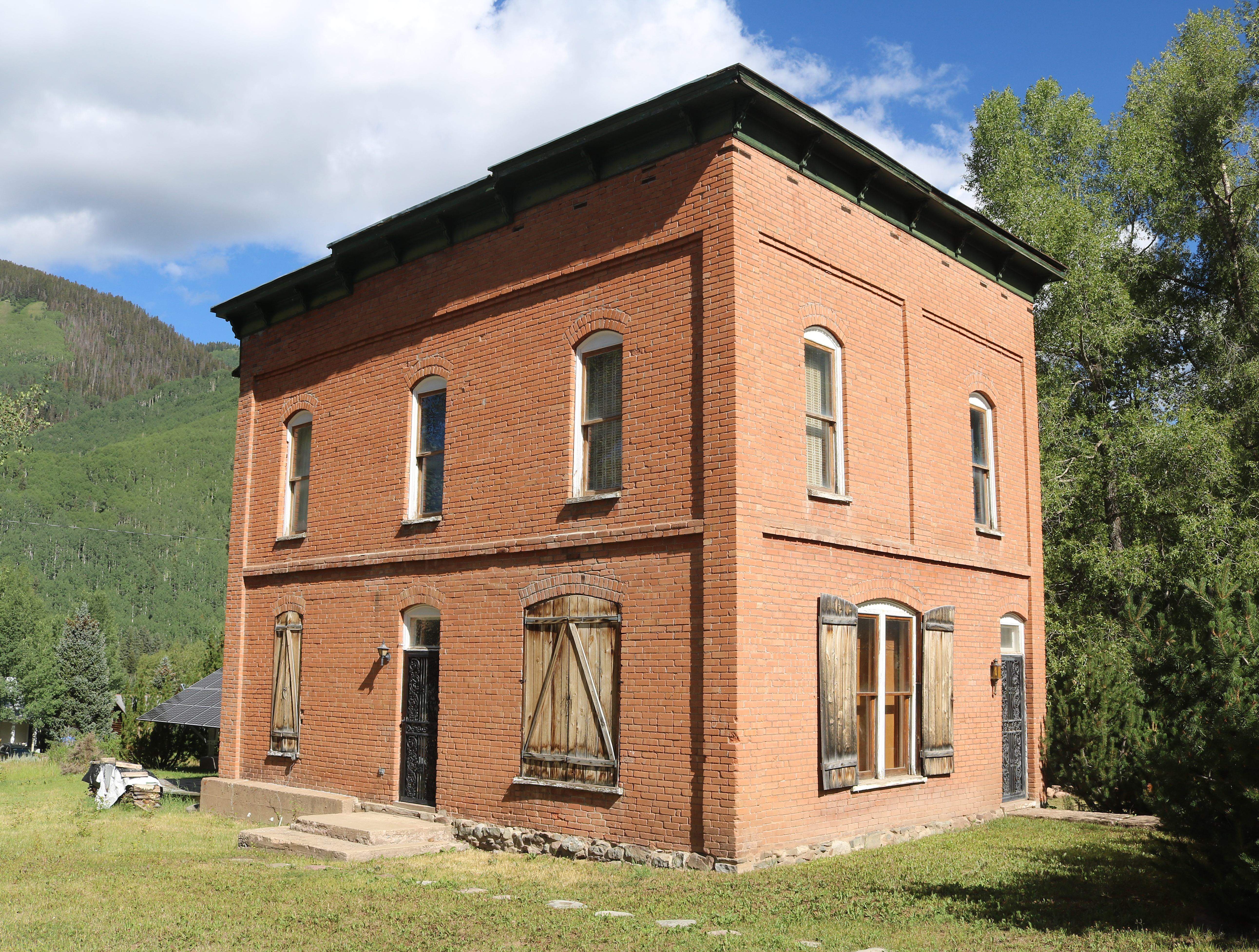
La maison Kauffman.
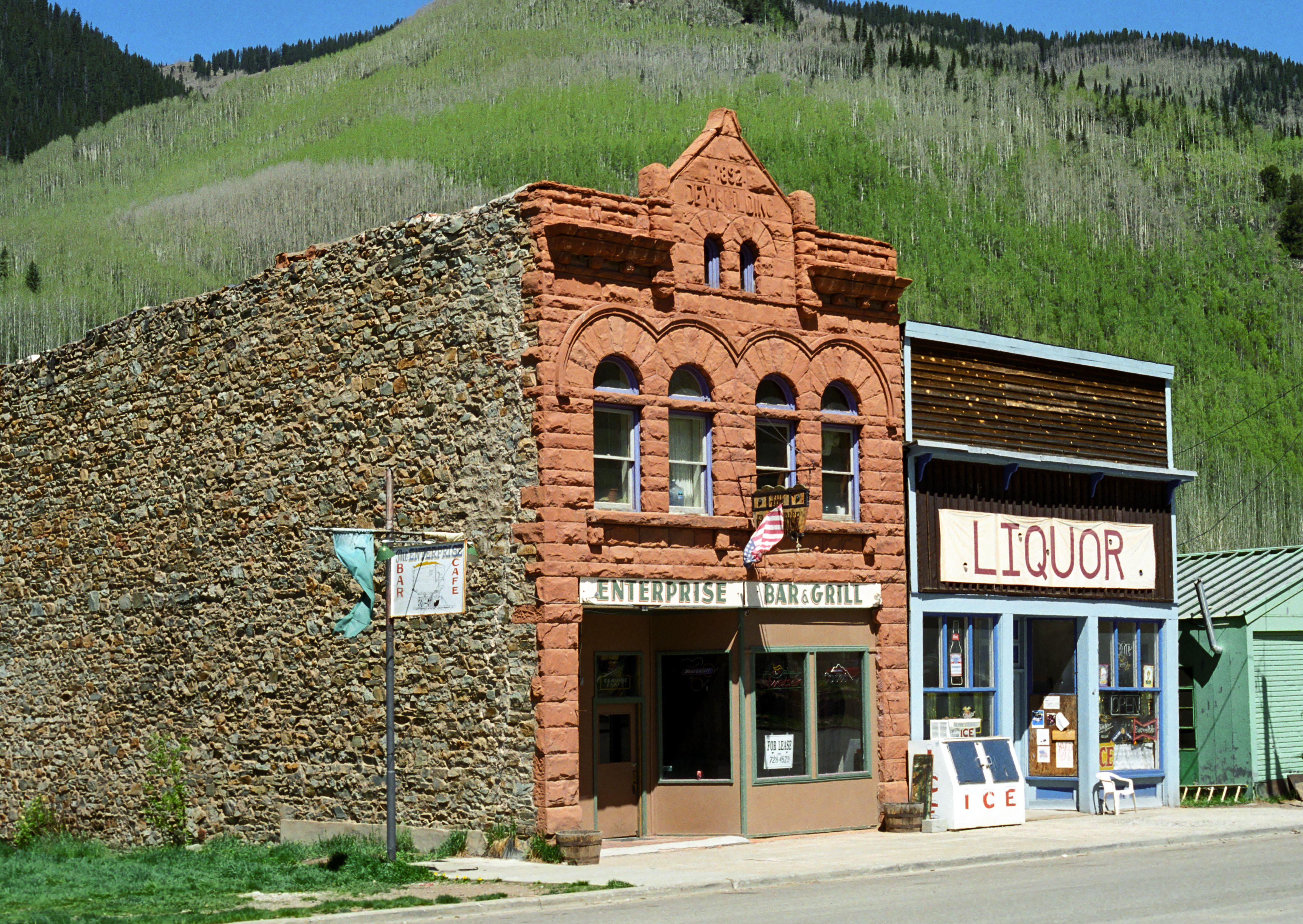
Le bâtiment Dey.
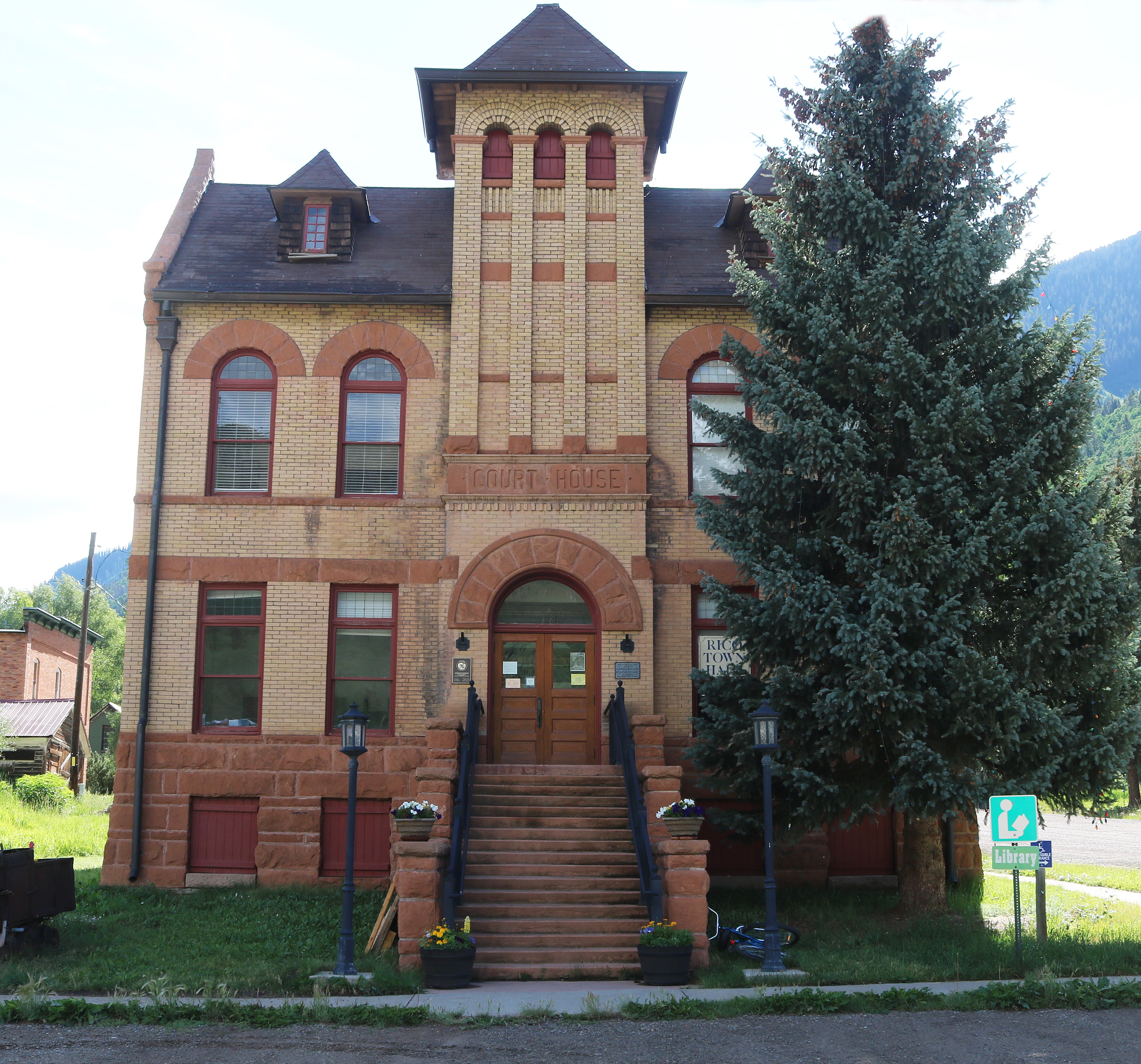
L'hôtel de ville.

## Démographie
Selon l'American Community Survey de 2018, la population de Rico est très majoritairement blanche. La municipalité compte cependant une minorité hispanique (7,6 % de ses habitants parlant l'espagnol chez eux) et amérindienne (2,3 % de la population). Son âgé médian de 48,7 ans est supérieur de plus de dix ans à la moyenne nationale.
D'après la même étude, le revenu médian par foyer est de 41 071 dollars à Rico, contre 68 811 dollars au Colorado et 60 293 dollars aux États-Unis. Cela explique son taux de pauvreté de 19 %, largement supérieur à celui de l'État (9,6 %) ou du pays (11,8 %),.
| 1880 | 1890  | 1900 | 1910 | 1920 | 1930 |
| ---- | ----- | ---- | ---- | ---- | ---- |
| 894  | 1 134 | 811  | 368  | 326  | 447  |

| 1940 | 1950 | 1960 | 1970 | 1980 | 1990 |
| ---- | ---- | ---- | ---- | ---- | ---- |
| 388  | 212  | 353  | 275  | 76   | 92   |

| 2000 | 2010 | - | - | - | - |
| ---- | ---- | - | - | - | - |
| 205  | 265  | - | - | - | - |